# Лембіт Ульфсак
Лембіт Ульфсак (ест. Lembit Ulfsak; 4 липня 1947, сел. Коеру, Ярвамаа, Естонська РСР, СРСР — 22 березня 2017, Таллінн, Естонія) — радянський та естонський актор і режисер театру і кіно. Народний артист Естонської РСР (1986). Кавалер державної нагороди Естонської Республіки — ордена Білої зірки четвертого ступеня (2006) і третього ступеня (2017). Лауреат Національної премії Естонії у галузі культури (2017).

## Життєпис
Народився 4 липня 1947 р. Закінчив факультет сценічного мистецтва Талліннської консерваторії (1970).
Працював у Театрі ім. В. Кінгісеппа (нині Естонський драматичний театр).
У кіно дебютував 1969, працюючи в Україні над стрічкою «Повість про чекіста» (Одеська кіностудія).
Величезну популярність в СРСР молодому актору принесла головна роль у картині режисерів Алова і Наумова «Легенда про Тіля» (1976, картина отримала ряд кінопремій). Успіх, також, принесли ролі в картинах «Дон Жуан в Талліні» (1971), «Мері Поппінс, до побачення» (1983), «У пошуках капітана Гранта» (1985), «Спокуса Б.» (1990, за Стругацькими) та ін.
Зіграв близько сотні ролей у телефільмах і великому кіно. Знявся у низці фільмів українських кіностудій.
Помер 22 березня 2017 року.

## Сім'я
Був одружений з менеджеркою страхової компанії, у шлюбі з якою народилися дві дочки — журналістка Марія Ульфсак-Шеріпова (ест. Maria Ulfsak-Šeripova,1981 р.н.) і Йоханна, випускниця Естонської академії мистецтв. Від першого шлюбу у Лембіта Ульфсак син — актор і режисер талліннського Театру фон Краля Юхан Ульфсак (ест. Juhan Ulfsak,1973 р.н.).

## Фільмографія

### Актор
(вибірково)
- «Повість про чекіста» (1969, Одеська кіностудія; Володя Мюллер)
- «Tuulevaikus» (1970)
- «Дон Жуан в Талліні»/«Don Juan Tallinnas» (1971)
- «Берег вітрів» (1971)
- «Легенда про Тіля» (1976, Тиль Уленшпигель)
- «Моя дружина — бабуся» (1976, зять)
- «Смерть під вітрилом» (1976, Вільям Гарнет)
- «Миммі і абетка» (1977, лис Рейн)
- «Маршал революції» (1978, т/ф, Одеська кіностудія; Уборевич)
- «Інспектор Гулл» (1979, Ерік Берлінг)
- «Від Бугу до Вісли» (1980, к/ст. ім. О. Довженка; Підкова)
- «Бумеранг» (1980, Нік Адамс)
- «Які наші роки!» (1980, к/ст «Узбекфільм»; Назар);
- «Загибель 31 відділу» (1980)
- «Ярослав Мудрий» (1981, Мосфільм — к/ст. ім. О. Довженка; Еймунд)
- «Жертва науки» (1981, Бруно)
- «Я — Хортиця» (1981, Одеська кіностудія; цивільний есесівець)
- «Суворе море» (1981, Талліннфільм; Тоомас Андла)
- «Нехай він виступить…» (1981, Укртелефільм; Говард Нокс)
- «Двійники»/«Teisikud» (1982, муз. телефільм за участю популярного співака Яака Йоали)
- «Шлягер цього літа» (1982)
- «Таємниця „Чорних дроздів“» (1983, Джеральд Райт)
- «Мері Поппінс, до побачення» (1983, Роберт Робертсон, «містер Ей»)
- «Милий, любий, коханий, єдиний...» (1984, Герман, коханий Анни)
- «ТАРС уповноважений заявити...» (1984, Ульрих)
- «Академія пана Ляпки» (1984, Ганс Крістіан Андерсен)
- «У пошуках капітана Гранта» (1985, т/ф, 7с, Одеська кіностудія; Жак Паганель)
- «Контракт століття» (1985, Поль)
- «Софія Ковалевська» (1985, Леффлер)
- «Біле прокляття» (1987, Максим Уваров)
- «Пітер Пен» (1987, мистер Дарлинг)
- «Збіг обставин» (1987, Микола Янсонс)
- «Поки є час» (1987, к/ст. ім. О. Довженка; Адамек)
- «Я не приїжджий, я тут живу» (1988, Крамвольт)
- «Ворог респектабельного товариства» (1988, Томас Стокман, доктор)
- «Поворот сюжету» (1988, Вент)
- «Спокуса Б.» (1990, за Стругацькими; Фелікс Олександрович Снєгірьов, письменник)
- «Регіна» (1990, Тійт)
- «Жага пристрасті» (1991)
- 1991 — «Рік гарної дитини» — батько Розалінди
- «Сива легенда» (1991, Роман Ракутович)
- «Любов. Смертельна гра...» (1991, Одеська кіновідеостудія нового типу; Ігор)
- «Сльоза Князя Темряви» (1992, комісар поліції Ильмар Винт)
- «Ціна голови» (1992, к/ст. ім. О. Довженка; Жозеф Ертен)
- «Свічки в темряві»/«Candles in the Dark» (1993, США; пан Омельченко)
- «Д. Д. Д. Досьє детектива Дубровського» (1999, т/с)
- «Доглядачі пороку» (2001, 8 с., Росія—Україна; Вільсон)
- «Кобра» (2001, т/с, Гуннар Раудсепп)
- «Кобра. Антитерор» (2003, т/с, Гуннар Раудсепп)
- «Бурштинові крила» (2003, Роберт)
- «Убивча сила-6» (2005, т/с, Мартін)
- «Далеко від Сансет бульвару» (2005, оператор Берг)
- «Відьма» (2006, шериф (батько Меріл))
- «Владика Андрей» (2008, к/ст. ім. О. Довженка та ін.; Франц-Йосиф)
- «Ісаєв» (2009, т/с, Артур Іванович Неуманн)
- «Червона ртуть» (2010, Тібла)
- «Самотній острів» (2012)
- «Друге повстання Спартака» (2012, т/с, Арістід Тамм)
- «Мандарини» (2013, Іво)
- «Кінець прекрасної епохи» (2015)
- «Блакитна сукня» (2016)
- «Вічний шлях» (2017) та ін.

### Режисер-постановник
- «Радості середнього віку» / «Keskea rõõmud» (1986)
- «Таємне ягня» / «Lammas all paremas nurgas» (1992, авт. сценар.)